# Học viện siêu anh hùng
Boku no Hero Academia (Nhật: 僕のヒーローアカデミア Hepburn: Boku no Hīrō Akademia, tựa tiếng Anh: My Hero Academia, nghĩa: "Học viện Anh hùng của Tôi") là một bộ manga siêu anh hùng Nhật Bản được viết và minh họa bởi Horikoshi Kōhei. Nó được đăng lên Weekly Shōnen Jump từ tháng 7 năm 2014, và đã có 37 cuốn Tankōbon được xuất bản. Tại Việt Nam, manga được Nhà xuất bản Kim Đồng mua bản quyền và phát hành dưới tên Học viện siêu anh hùng.
Câu chuyện theo chân Midoriya Izuku (biệt danh "Deku"), một cậu bé được sinh ra mà không có siêu năng lực trong một thế giới mà siêu nặng lực là chuyện bình thường, tuy nhiên cậu vẫn mơ ước trở thành một siêu anh hùng, và được trợ giúp bởi siêu anh hùng vĩ đại nhất thế giới, người đã chia sẻ siêu năng lực của mình cho Izuku sau khi nhận ra giá trị của cậu và giúp cậu gia nhập trường trung học phổ thông dành cho siêu anh hùng tập sự.
Bộ truyện này được chuyển thể thành phim truyền hình Anime bởi Studio Bones. Mùa đầu tiên lên sóng tại Nhật Bản từ 3 tháng 4 đến 26 tháng 6 năm 2016, theo sau bởi mùa thứ hai từ 1 tháng 4 đến 30 tháng 9 năm 2017. Mùa thứ ba bắt đầu lên sóng từ 7 tháng 4 năm 2018, đồng thời một bộ phim hoạt hình có tựa đề Boku no Hero Academia: Futari no Hero cũng được ra mắt cùng năm. Vào năm 2019, mùa thứ 4 và movie Boku Hero Academia: Heroes Rising đã được ra mắt độc giả. Phần thứ năm được công chiếu từ ngày 27 tháng 3 năm 2020 và bộ movie Boku no Hero Academia: World Heroes's Mission cũng sẽ được công chiếu cùng năm.

## Cốt truyện
Trong thế giới mà 80% dân số đều sở hữu những siêu năng lực đặc biệt được gọi là Cá tính (個性 Kosei) và nó đã được coi như một chuẩn mực của xã hội. Trong một xã hội siêu nhiên đó xuất hiện các "anh hùng" với sức mạnh vượt trội, chiến đấu để bảo vệ thế giới. Midoriya Izuku, một học sinh cấp 2 với mong ước trở thành một người hùng trong tương tai, tuy vậy cậu ta lại là trường hợp đặc biệt. Mặt cậu có quá nhiều tàn nhang, tóc trông như con nhím có chút quê mùa đến khó tả. Thậm chí khi câu chuyện mới bắt đầu, cậu được biết là một người không có siêu năng lực, một trường hợp hiếm hoi trong xã hội siêu thực đó, vì vậy cậu hay bị mọi người gọi là Vô cá tính (無個性 Mu-kosei). Dù vậy, Midoriya Izuku vẫn thu hút khán giả bởi tính cách lạc quan, yêu đời và thích giúp đỡ người khác. Tuy không có siêu năng lực nhưng cậu vẫn luôn nuôi ước mơ trở thành một Hero đích thực. Cứ tưởng chừng như không còn hy vọng, thì tình cờ Midoriya Izuku có cuộc gặp mặt thần kì với All Might - anh hùng số một thế giới và cũng là thần tượng của Izuku, ông đã ban cho cậu siêu năng lực "One for All". Cũng từ đó câu chuyện ly kì theo chân Izuku cùng với những người bạn mới tại Học viện Anh Hùng, ngôi trường danh tiếng đào đạo các hệ anh hùng tương lai.

## Truyền thông

### Manga
Học viện siêu anh hùng là manga được viết và minh họa bởi Horikoshi Kōhei. Manga được đăng lên Weekly Shōnen Jump từ tháng 7 năm 2014, và đã có 37 cuốn Tankōbon được xuất bản. Manga được Bắc Mỹ mua bản quyền bởi Viz Media, đã ra cuốn đầu tiên vào 4 tháng 4 năm 2015. Manga được phát hành đồng thời với bản Tiếng Anh nhờ công nghệ kỹ thuật số. Tính từ 5 tháng 6 năm 2018, 13 tập đã được xuất bản.

### Anime
Vào 29 tháng 10 năm 2015, manga đã được cống bố là sẽ làm anime bởi Studio Bones.
Với sự công bố của anime, nhóm TOHOSHI đã đăng ký tên miền anime "heroaca.com". Anime được đạo diễn bởi Nagasaki Kenji, kịch bản viết bởi Kuroda Yōsuke, thiết kế nhận vật bởi Umakoshi Yoshikiko, và Hayashi Yuki phụ trách phần âm nhạc. Anime được công chiếu trên MBS và Japan News Network trong "Nichigo" vào lúc 5 giở ngày chủ nhật trong giờ Nhật Bản. Bài nhạc mở đầu "The Day", biểu diễn bởi Porno Graffitti và bài nhạc kết thúc là "Heroes", biểu diễn bởi Brian the Sun. Vào tháng 3 năm 2016, Funimation Entertainment công bố rằng họ có bản quyền để công chiếu dịch vụ tại nhà và truyền thông. Anime cũng có bản quyền tại Vương quốc Liên hiệp Anh và Bắc Ireland bởi Universal Pictures UK.
Mùa hai được công bố trong lần thứ 30 năm 2016 của Weekly Shōnen Jump magazine's. Anime được lên sóng ngày 1 tháng 4 năm 2017 trên NTV và YTV, với dàn diễn viên lồng tiếng cũ.
Mùa ba được thống báo trên số 44 của tạp chí Weekly Shōnen Jump năm 2017. Bản SimulDub được ra mắt ngày 7 tháng 4 năm 2018. Bài hát mở đầu là bài "Odd Future" của Uverworld, trong khi đó bài hát kết thúc là "Update" bởi Miwa.
Vào ngày 19 tháng 4 năm 2018, Funimation thông báo rằng bộ phim sẽ phát sóng trên Toonami của Cartoon Network bắt đầu từ ngày 5 tháng 5
Mùa thứ tư đã được công bố trong số 44 của tạp chí Weekly Shōnen Jump năm 2018. Điều này sau đó được xác nhận trong tập cuối cùng của mùa thứ ba.

### Movie
Một movie được công bố vào tháng 12 năm 2017 và câu chuyện diễn ra ngay sau phần "Bài thi cuối kỳ" của manga. Movie có tên Boku no Hīrō Akademia THE MOVIE: Futari no Hero, movie đã có buổi ra mắt thế giới tại Anime Expo vào ngày 05 tháng 7 năm 2018, và được công chiếu tại Nhật Bản vào ngày 03 tháng 8 năm 2018, với đội ngũ nhân viên và diễn viên cũ của series anime trở lại để tái hiện vai trò của họ. Funimation thông báo rằng họ sẽ khởi chiếu bộ phim ở Mỹ và Canada từ ngày 25 tháng 9 năm 2018 đến ngày 2 tháng 10 năm 2018.
Vào tháng 10 năm 2018, Legendary Entertainment đã giành được quyền sản xuất một bản chuyển thể live-action của bộ manga này.

### Trò chơi điện tử
Trò chơi điện tử dựa trên anime Boku Hero Academia: Battle for All được công bố vào tháng 11 năm 2015. Trò chơi được phát triển bởi Bandai Namco Studios và sản xuất bởi Bandai Namco Entertainment cho máy Nintendo 3DS vào ngày 19 tháng 5 năm 2016 tại Nhật Bản.
Loạt trò chơi điện tử thứ hai, có tựa đề My Hero One's Justice, được phát hành cho PlayStation4, Nintendo Switch, Xbox One và Microsoft Windows vào ngày 26 tháng 10 năm 2018.

## Đón nhận
Học viện siêu anh hùng được đề cử ở giải Manga Taishō lần thứ 8. Trước khi lên sóng anime, Kishimoto Masashi (tác giả của manga Naruto) đã khen ngợi tác phẩm của Horikoshi Kōhei, và tin tưởng rằng nó sẽ thành công ở nước ngoài. Horikoshi cũng đã lấy Naruto làm nguồn cảm hứng cho sáng tác của mình.
Volume 1 đứng thứ 7 trong tuần trên bảng xếp hạng Oricon với 71,575 bản được bán ra. Volume 2 chạm tới vị trí thứ 6 với 167,531 bản và tới 18 tháng 1 năm 2015 đã bán ra 205,179 bản. Tính tới tháng 3 năm 2017, có hơn 10 triệu bản đã thông hành. Tính tới tháng 2 năm 2018, bộ manga đã có hơn 13 triệu bản được in ra.
Câu chuyện được truyền cảm hứng từ các yếu tố của truyện siêu anh hùng, hay tính thẩm mỹ của nhân vật.
Alex Osborn của IGN đã cho anime một điểm số tích cực, nói rằng "Mùa đầu tiên của Học viện anh hùng" là 13 tập của những pha hành động tuyệt vời, một câu chuyện chân thành chạm tới trái tim bao bọc quanh dàn viễn viên và các nhân vật". Osborn tiếp tục nói rằng vai phản diện chưa được phát triển tốt.
Manga đã giành được giải thưởng Sugoi Japan vào năm 2017. Nó cũng giành được giải thưởng "Japan Expo Awards" trong cùng năm.
Do sự nổi tiếng của bộ truyện, các nhân vật trong Học viện Anh hùng cũng là phương tiện để quảng bá cho bộ phim Avengers: Infinity Wars của Marvel Studios.